# Новоселовка (Карасуський район)
Новосе́ловка (каз. Новоселовка) — село у складі Карасуського району Костанайської області Казахстану. Входить до складу Ільїчівського сільського округу.
Населення — 369 осіб (2021; 596 у 2009, 855 у 1999, 1469 у 1989).